# هراس‌مرغ
هراس‌مرغ (نام علمی: Phorusrhacos) یک سردۀ منقرض‌شده از پرندگان بی‌پرواز از هراس‌مرغان غول‌پیکر بودند که ساکنان آرژانتین در طول عصر میوسن بودند.  هراس‌مرغ‌ها یکی از شکارچیان زمینی غالب در آمریکای جنوبی در زمان وجودش بود.  تصور می‌شود که در بیشه‌زارها و علفزارها زندگی می کرده است.

## ویژگی‌ها
هراس‌مرغ‌ها جمجمه‌ای نزدیک به ۶۵ سانتیمتر (۲۶ اینچ) طول، نزدیک به ۲٫۴ متر (۷٫۹ فوت) قد و احتمالاً نزدیک به ۱۳۰ کیلوگرم (۲۹۰ پوند) به اندازه شترمرغ نر بوده است.   دارای پاهای بسیار قوی، قابلیت دویدن با سرعت بالا، بالهای سرسخت و بدون پرواز، گردنی بلند و سر نسبتاً بزرگی بود. این به یک نوک بزرگ و قلاب‌دار ختم می‌شد که می‌توانست به راحتی گوشت را پاره کند یا به طعمه ضربه بزند. فک پایین کوچکتر از فک بالا بود. روی هر یک از پاها سه انگشت وجود داشت که همگی به پنجه‌های تیز مسلح بودند. 

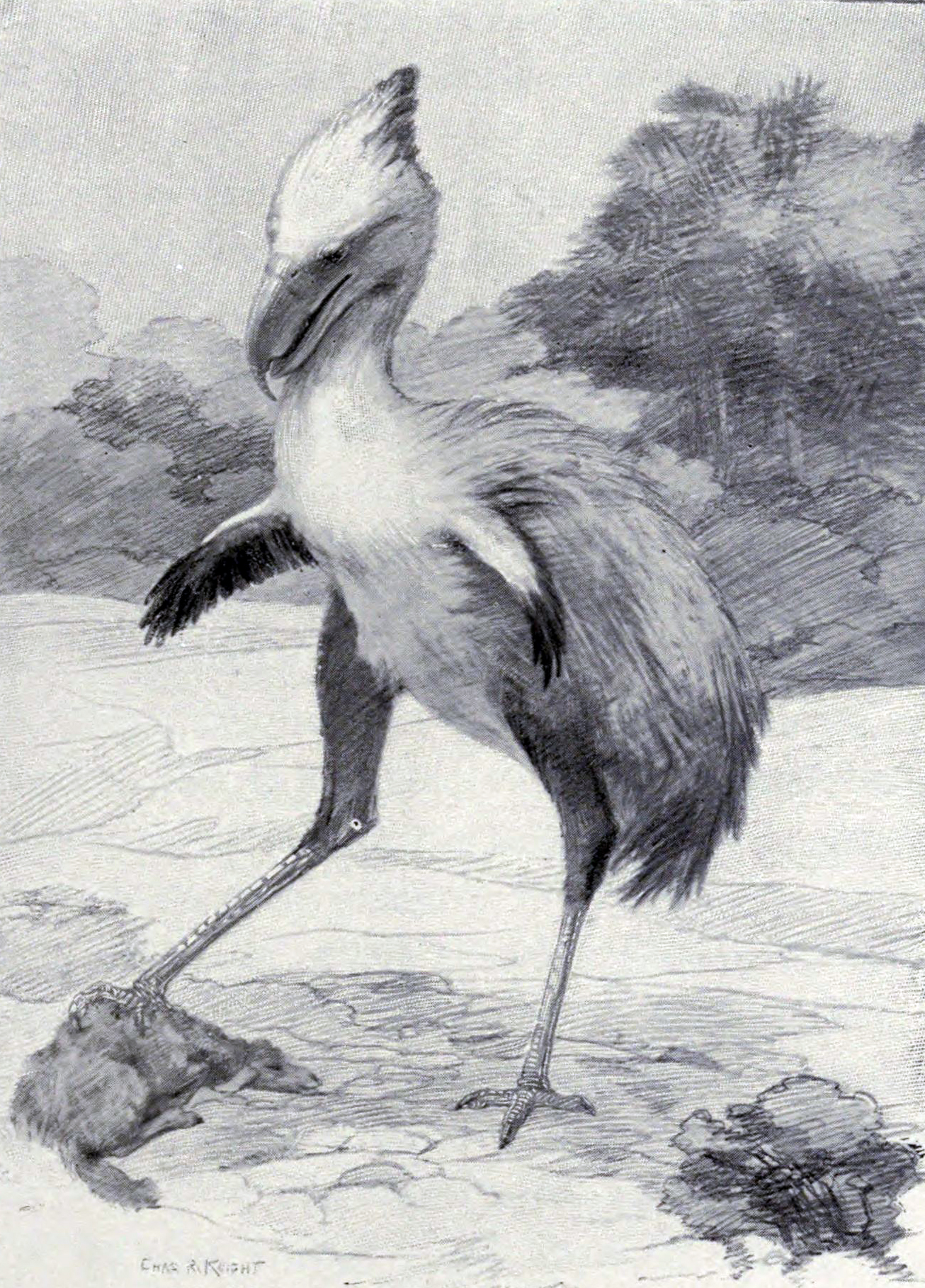
بازسازی زندگی توسط چارلز آر نایت ، 1901